# هندسة تفاعلات كيميائية

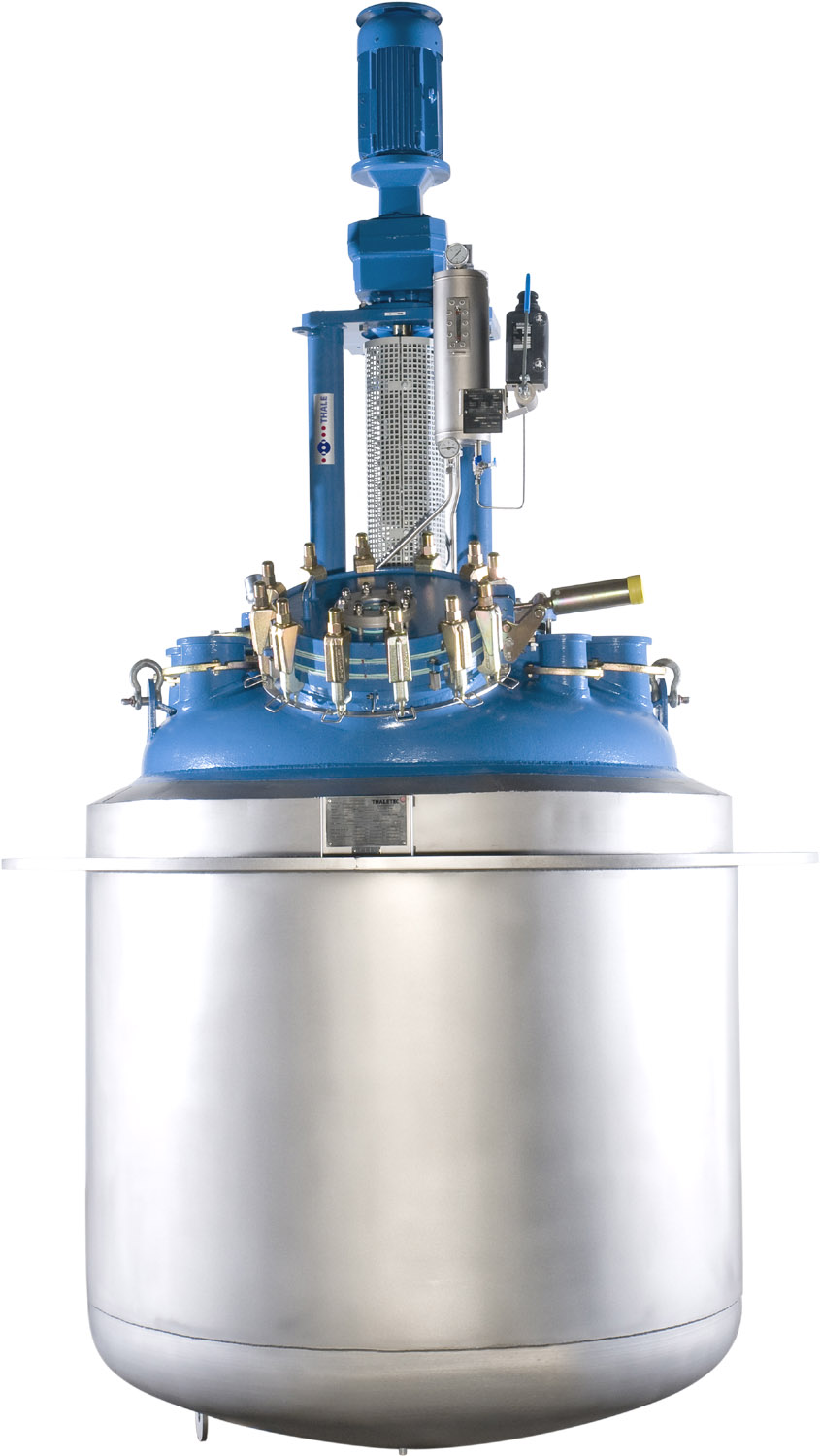

هندسة تفاعلات كيميائية أو هندسة تفاعلات أو هندسة مفاعلات هو تخصص في الهندسة الكيميائية أو الكيمياء الصناعية يتعامل مع المفاعلات الكيميائية. 

## أصل هندسة التفاعلات الكيميائية
ظهرت هندسة التفاعلات الكيميائية كفرع في عام 1950 برغبة من الباحثين في مركز أبحاث شل أمستردام وجامعة دلفت. مصطلح هندسة تفاعلات كيميائية على ما يبدو أنه صيغ من قبل فليجتر لحظة إعداده للندوة الأوروبية الأولى لهندسة التفاعلات الكيميائية في أمستردام عام 1957.